# ZeroMQ
ZeroMQ(ØMQ, 0MQ, ZMQ)는 분산/동시성 애플리케이션에 사용하도록 개발된 고성능 비동기 메시징 라이브러리이다. 메시지 큐를 제공하지만 메시지 지향 미들웨어와 달리 ZeroMQ는 전용 메시지 브로커 없이 동작이 가능하다. 라이브러리의 API는 버클리 소켓을 모방하도록 설계되었다.

## 같이 보기
- 기어맨
- MQTT